# Funaria minuticaulis
Funaria minuticaulis là một loài Rêu trong họ Funariaceae. Loài này được (Müll. Hal. ex Geh.) Watts & Whitel. mô tả khoa học đầu tiên năm 1906.